# Lógica deóntica
La lógica deóntica (del griego δέον[τος] déon[tos] 'lo debido , lo necesario') es la lógica de las normas y de las ideas normativas. Su campo de estudio corresponde, como «autorizado», «prohibido», «obligatorio», «indiferente». Es un tipo de lógica modal y se expresa que su desarrollo arranca con el descubrimiento de la similitud entre los conceptos deónticos y modales. Alois Höffler, lógico austriaco, fue uno de los iniciadores del estudio de esta similitud. La lógica deóntica fue pensada para analizar formalmente las normas o las proposiciones que tratan acerca de las normas.

## Introducción
Normas son, por ejemplo, los significados de las siguientes frases: »¡te ordeno que te calles, grosero!», «prohibido el paso; perro agresivo puede atacar», «todo ser humano es libre de expresar su pensamiento».
- A partir del operador O que significa «obligatorio» es posible calificar actos o proposiciones como obligatorios. Por ejemplo, el acto «pagar impuestos» que representaremos con el símbolo p, puede ser obligatorio: Op. O bien, la proposición «los impuestos se pagan» cuyo símbolo será p*, puede ser obligatoria: Op*. Algunos lógicos piensan que las normas resultantes no son ni verdaderas ni falsas, sino válidas o inválidas.

- A partir del operador de obligación y de la negación lógica (que se escribe ¬) es posible definir los operadores de prohibición (Ph) y de permisión (P):

{\displaystyle Op\equiv Ph\neg p\equiv \neg P\neg p}
Lo anterior se lee: »(Obligatorio p) si y solamente si (prohibido no p) si y solamente si (no permitido no p)».
- Pérdida de significado

La lógica deóntica estándar expresaría los ejemplos dados antes a través del lenguaje simplificado que acabamos de mencionar, aunque cierta información o matiz se pierdan: »¡te ordeno que te calles, grosero!» se expresaría diciendo simplemente «obligatorio callarse» u «obligatorio que haya silencio»; «prohibido el paso; perro agresivo puede atacar» se expresaría diciendo «prohibida la conducta de entrar» o «prohibido que haya alguien adentro»; «todo ser humano es libre de expresar su pensamiento» se expresaría diciendo «permitido el acto de expresar el propio pensamiento» o «permitido que sea expresado el propio pensamiento». Algunos lenguajes deónticos más complejos pueden expresar rigurosamente nociones asociadas, como el concepto de sanción o amenaza de sanción (evocada en el ejemplo del perro) o el concepto de derecho individual (como el ejemplo del derecho a la libre expresión de las ideas).
- El operador de facultad se define: {\displaystyle Fp\equiv Pp\land \neg Pp}

Lo anterior se lee: »(Facultativo p) si y solamente si (Permitido p y permitido no p)».
El operador de facultad parece más adecuado para expresar el último de los ejemplos. «Todo ser humano es libre de expresar su pensamiento» quedaría: «es facultativa la conducta de expresar el propio pensamiento» o «es facultativo que sea expresado el propio pensamiento» o, lo que es lo mismo, «están permitidas ambas conductas: expresar y no expresar el propio pensamiento».
- Tabla de equivalencias

{\displaystyle Op\equiv \mathrm {Ph} \neg p\equiv \neg P\neg p}

{\displaystyle O\lnot p\equiv {\text{Php}}\equiv \lnot Pp}

{\displaystyle \neg O\neg p\equiv \neg \Phi p\equiv Pp}

{\displaystyle \neg Op\equiv \neg Ph\neg p\equiv P\neg p}
El operador F no permite definir a los otros operadores por sí solo.
- Los axiomas fundamentales del sistema estándar de lógica deóntica son:

Principio de permisión:
{\displaystyle P\lor \neg P}
Se lee: «acerca de todo acto (o de toda proposición concerniente a un acto), o bien éste está permitido o bien está permitida su negación».
Principio de distribución deóntica: 
{\displaystyle P(p\lor q)\equiv Pp\lor Pq}
Se lee: «el enunciado según el cual la disyunción de dos actos está permitida equivale, a su vez, a la disyunción de dos enunciados: el que afirma que el primer acto está permitido y el que afirma que el segundo acto está permitido».
Este último axioma se escribe a veces:
{\displaystyle O(p\land q)\equiv O(p)\land O(q)}

## Historia
Gottfried Leibniz es el precursor de la lógica deóntica. En 1671, en sus Elementos de derecho natural, Leibniz observa la analogía de los conceptos normativos «justo», «injusto» y «facultativo» con los conceptos modales aléticos «necesario», «posible» e «imposible». Por ejemplo, Leibniz escribe que «todo lo que es justo es posible para aquel que ama a todo el mundo» (amanti omnes). O, más cerca de la lógica deóntica contemporánea, postula que «todo aquello que es obligatorio (debitum) es necesario para aquel que ama a todo el mundo». En símbolos contemporáneos, podemos representar esta última frase del siguiente modo (donde N es el operador alético de necesidad, G es una constante que significa, digamos, «ser bueno», a es un individuo del que se predica lo anterior y -> es el condicional material):
{\displaystyle Op\rightarrow N(Ga\rightarrow p)}
El análisis de Leibniz fue redescubierto por el filósofo sueco Kanger, en 1950, quien interpreta G como «aquello que es prescrito por la moral». En 1956, Alan Ross Anderson popularizó un esquema de reducción equivalente al de Leibniz y Kanger (en el cual S puede significar la amenaza de una sanción o el hecho de que la norma ha sido violada):
{\displaystyle Op\rightarrow N(\neg p\rightarrow S)}
El filósofo austriaco Ernst Mally es autor de una tentativa de formalización de un sistema de ética puro, en 1926. Dicho sistema resultó insatisfactorio porque permitía probar el teorema siguiente, cuyas consecuencias son absurdas:
{\displaystyle p\equiv O_{p}}
…que se lee «que p es el caso equivale a que es obligatorio realizar p o hacer lo propio para que p ocurra». El sistema fundador de la lógica deóntica contemporánea es obra del filósofo finlandés Georg Heinrik von Wright, en su artículo «Deontic Logic» publicado en Mind en 1951. Por su parte, el llamado sistema estándar es una interpretación modal de dicho sistema fundador en términos de la semántica de mundos posibles (véase lógica modal). La interpretación modal significó el abandono del llamado axioma de contingencia deóntica presente en el sistema fundador de von Wright, axioma según el cual «un acto tautológico no es necesariamente obligatorio y una contradicción no está necesariamente prohibida». Una de las objeciones recurrentes que se le hacen al sistema estándar es dicha pérdida de contingencia, pues, por ejemplo, si bien es verdad que 2 + 2 = 4 ¿por qué este hecho tiene que ser considerado como obligatorio? La semántica de mundos posibles ofrece una respuesta posible a dicha objeción: un hecho que es verdadero en todos los mundos posibles lo será también en los mundos que son considerados como obligatorios (suponiendo que 2 + 2 = 4 sea verdad en TODO mundo posible, entonces también será verdad en cualquiera de los mundos posibles que un legislador ordene que eso ocurra).
Todo el resto de su vida, von Wright abrió nuevas líneas de investigación en lógica deóntica. En particular, en materia de lógica de la acción y lógica deóntica con modalidades condicionales o relativas.
Si bien podría pensarse que la lógica deóntica contemporánea nació como una creación escandinava (dada la nacionalidad de los padres fundadores Von Wright y Kanger, inspirados por la escuela realista escandinava de filosofía del derecho), otras importantes contribuciones han surgido en los Estados Unidos, en el resto de Europa y en América Latina. En esta última región, destacan los trabajos pioneros de los argentinos Carlos Eduardo Alchourrón y Eugenio Bulygin en materia de aplicación de la lógica deóntica a la teoría del derecho, así como los trabajos del primero de ellos en lógica no monotónica.
Llamamos regla de monotonía a la exigencia de coherencia según la cual una inferencia válida no es menos válida por la adición de nuevas premisas:
{\displaystyle {\begin{array}{cl}&Op\to Oq\\&Op\land Pr\\\hline &Oq\\\end{array}}}
Pero dicha regla no es válida en lógica no monotónica, pues una premisa puede derrotar una conclusión que era válida. Por ejemplo:
«Si es obligatorio pagar impuestos, es obligatorio enviar la declaración de impuestos»;
«Es obligatorio pagar impuestos y, en el caso de ciertos trabajadores al servicio del Estado, estos no están obligados a enviar su declaración porque el Estado retiene directamente sus impuestos».
-----------
«Por lo tanto, es obligatorio enviar la declaración de impuestos».
Como resulta evidente intuitivamente, el conjunto Pr en la segunda premisa (que hace las veces de una excepción) altera la validez general de la conclusión Oq. Sin embargo, en lugar de exigir que la primera premisa contenga una lista exhaustiva de excepciones, las lógicas no monotónicas admiten que existen premisas derrotables.

## Preguntas abiertas
Entre las preguntas que quedan abiertas entre los investigadores en lógica deóntica destacan, entre otras, las siguientes:
- ¿La lógica deóntica es una simple lógica modal cuyos operadores son interpretados en términos de obligaciones, permisos y prohibiciones? ¿O, por el contrario, la lógica deóntica es una extensión o una desviación de la lógica modal?;
- ¿Existe algún sistema de lógica deóntica que sirva para mejorar el razonamiento de los jueces y abogados? ¿En qué consistiría la mejora? ¿En hacer sus decisiones más justas, más coherentes, más completas? ¿Qué es la justicia desde el punto de vista lógico?;
- ¿Cuál es el mejor sistema de lógica deóntica para aplicarlo en inteligencia artificial? ¿Un robot podría ser un buen juez?;
- ¿Frente a la tricotomía de mundos posibles, imposibles y necesarios de la lógica modal, no es acaso cierto que podemos imaginar un continuo de mundos desde un mundo donde todas las obligaciones se violan hasta un mundo donde todas se cumplen, pasando por una serie infinita de matices y de situaciones condicionales del tipo: «suponiendo que violes la obligación de pagar impuestos, debes respetar la obligación de pagar las multas y, suponiendo que violes la obligación de pagar las multas, debes respetar la obligación de no fugarte de prisión y, suponiendo que violes...»?